# Jacob van Oost le Jeune
Pour les articles homonymes, voir Jacob et Van Oost.
Jacob van Oost dit le Jeune, né en 1637 et mort en 1713 à Bruges, connu aussi comme Jacques Van Oost le Jeune, est un peintre baroque flamand.

## Biographie
Élève de son père, Jacob van Oost dit le vieux, à Bruges, il poursuit sa formation à Paris puis Rome. Il s'installe à Lille en Flandre en 1668. Il est l'un des peintres les plus renommés, avec Arnould de Vuez, à œuvrer à Lille durant ces années.
Peintre de portraits mais surtout de sujets religieux, il couvre les églises et couvents de la ville de ses œuvres. Il épouse une lilloise, Marie Bourgeois, en 1670. De cette union naissent plusieurs enfants dont Dominique van Oost (1677-1738), peintre comme son père.
Devenu veuf, il quitte Lille en 1709, à la suite de la prise de la ville par les armées hollandaises et aux troubles qui s'ensuivent, pour retourner dans sa ville natale à l'abri de la guerre. Il y décède le 29 septembre 1713.
De nombreuses œuvres de ce maître flamand sont exposées dans des musées et des édifices religieux à Bruges, Bruxelles, Lille et au Louvre à Paris

## Œuvres

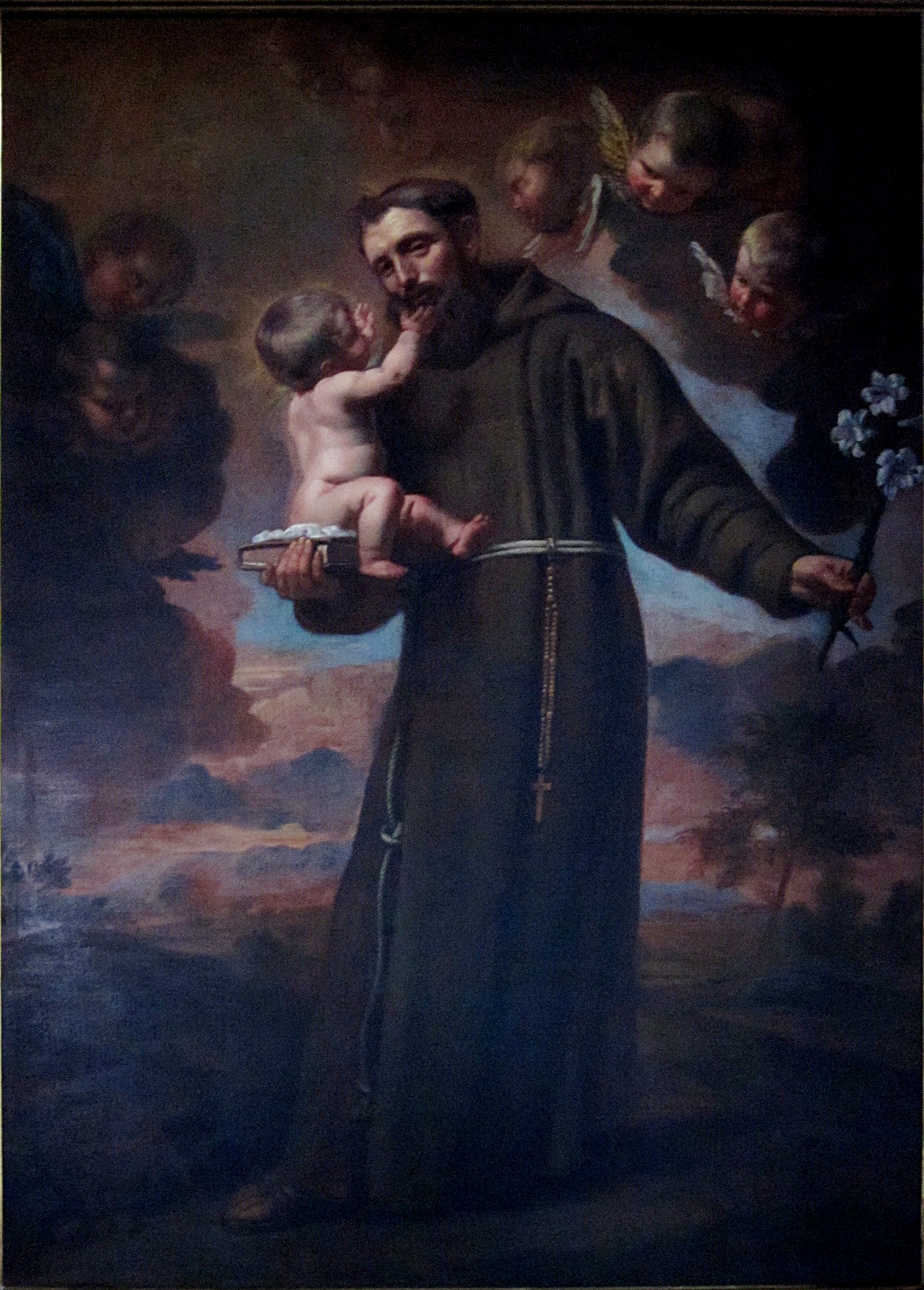
Saint Antoine de Padoue et l'enfant Jésus (1687)

- 1668, Saint Charles Borromée priant pour la cessation de la peste, huile sur toile, Église Saint-Maurice de Lille
- 1673, Saint Macaire de Gand secourant les pestiférés, huile sur toile, 350 × 257 cm, Musée du Louvre, Paris[1]
- 1687, Saint Antoine de Padoue et l'enfant Jésus, huile sur toile, Église Saint-Maurice de Lille
- 1697, La Fuite en Égypte, huile sur toile, Église Saint-Maurice de Lille
- 1688, portrait d'homme en armure, huile sur toile, Musée des Beaux-Arts de Lille
- 1693, portrait de Nazaire Joseph d'Angeville, vicomte de Lompret, huile sur toile, Musée des Beaux-Arts de Lille
- 1699, Le Mariage de la Vierge, huile sur toile, Église Saint-Maurice de Lille
- 1700, La Présentation au Temple, huile sur toile, Église Saint-Maurice de Lille
- Saint Jean de la Croix pansant la jambe d'un frère carme, huile sur toile, Musée des Beaux-Arts de Lille
- La Sainte Famille protégeant l'ordre du Carmel, huile sur toile, Musée des Beaux-Arts de Lille
- Un Augustin aux pieds de la Vierge, huile sur toile, Musée des Beaux-Arts de Lille
- La Résurrection de Lazare, huile sur toile, Église Sainte-Marie-Madeleine de Lille, maître autel.
- L’Enfant Jésus tendant les bras à la croix offerte par le Père, Église Saint-André de Lille
- La nativité, Église Saint-Nicolas de Wasquehal
- Portrait de femme, 1698 au Musée des beaux-arts de Cambrai